# Empire Earth II
Az Empire Earth II, más címen EE2 egy valós idejű stratégiai játék, melyet a Mad Doc Software fejlesztett, és a Vivendi Universal Games adott ki 2005. április 26-án (angol nyelvterületeken).

## Korszakok
1. Kőkorszak (i. e. 10000 – i. e. 5000)
2. Rézkor (i. e. 5000 – i. e. 2500)
3. Bronzkor (i. e. 2500 – i. e. 1000)
4. Vaskor (i. e. 1000 – i. sz. 400)
5. Sötét korok (400 – 800)
6. Középkor (800 – 1400)
7. Reneszánsz (1300 – 1500)
8. Birodalmi kor (1500 – 1650)
9. Felvilágosodás kora (1650 – 1800)
10. Ipari kor (1800 – 1900)
11. Modern kor (1900 – 1940)
12. Atomkor (1940 – 1980)
13. Digitális kor (1980 – 2030)
14. Genetikus kor (2030 – 2130)
15. Szintetikus kor (2130 – 2230)

## Kampányok
Az Empire Earth II három fő kampányból, illetve egy oktatóból áll:
- Oktató hadjárat: Melyben megismerhetjük a játék alapjait.
- Koreai hadjárat: Korea alapítását irányíthatod, majd annak terjeszkedését. A kampány kezdő hőse Tangun kodzsoszoni király.
- Német hadjárat: A német lovagrend terjeszkedését irányíthatjuk Európában. A kampány kezdő hőse Hermann Balk.
- Amerikai hadjárat: Az USA világhatalommá válását követhetjük végig. A kampány kezdő hőse Teddy Roosevelt.

A játék tartalmaz két különleges hadjáratot, „fordulópontok” néven. Ebben a következő híres csatákban vehetünk részt, bármely részt vevő hatalom oldalán.
- Normandiai partraszállás.
- A három királyság.

## Empire Earth II: The Art of Supremacy

A játékban fontos szerepet kap a Német Lovagrend is.

A játék kapott egy hivatalos kiegészítőt, amely Empire Earth II: The Art of Supremacy címen jelent meg. A kiegészítő a következő újításokat tartalmazta:
- Két új játékmód: Tartomány forrpontok, Csatasorozat.
- két új játékbeállítás: Aszimmetrikus Erőforrások, Hűség.
- Egyedi civilizációk létrehozásának lehetősége.
- Egyedi kezdőalakulatok létrehozása.
- Utánpótlás képernyő a kampányokban.
- Két új nyugati civilizáció (Franciák, Oroszok), egy új régió (Afrikai kontinens), ami tartalmaz 2 új civilizációt (Maszájok, Zuluk).
- 12 új egység (civilizációnkén 3).
- 3 új csoda.
- Feltűnnek a hősök, akik seregeket hozhatnak létre.
- Három fajta Kiváló Vezető.
- 8 Zászló erő.
- Őslakos törzsek.
- Bővültek a Haditervek menüpont funkciói.

### Kampányok
A kiegészítő 3 új kampányt tartalmaz:
- Egyiptomi: Az ősi Egyiptomot irányíthatjuk.
- Orosz: I. Sándor orosz cárt és seregét vezethetjük Napóleon ellen.
- Maszáj: A maszáj nép térnyerését irányíthatjuk 2037-től 2039-ig.

A játék két fordulópontot tartalmaz, melyekben híres csatákban vehetünk részt, bármely részt vevő hatalom oldalán.
- Rorke’s Drift, az Angol–zulu háború egyik véres csatája.
- Kurszki csata, a második világháború egyik legnagyobb páncéloscsatája.

| Szerző       | Értékelés |
| ------------ | --------- |
| IGN          | 8.9/10    |
| GameSpy      | 5/5       |
| GameSpot     | 8.0/10    |
| GameRankings | 79,20%    |

## Fogadtatása
A játékot az esetek döntő többségében 80% fölé pontozták. Többen dicsérték a jó játékélményt, és a gazdag választási lehetőséget. Ellenben kritika érte a magas rendszerigényt, az ideje múlt grafikát, és az egységek automatikus útkeresését, ami egyszerűen nem találta meg a játékos által épített utat. A játék zenéjét és a terepek kidolgozottságát szintén sokan támadták.